# Phyllotreta polita
Phyllotreta polita är en skalbaggsart som beskrevs av Frederick James Chittenden 1927. Phyllotreta polita ingår i släktet Phyllotreta och familjen bladbaggar. Inga underarter finns listade i Catalogue of Life.